# Half the Man
Half the Man è una canzone del gruppo inglese Jamiroquai, secondo singolo estratto dal loro secondo album The Return of the Space Cowboy.
La canzone è stata inserita nella colonna sonora del film Blue Juice.
Il video di "Half the Man" è stato diretto da Paul Boyd e Jim Gable ed è tutto basato su un'inquadratura in primo piano del cantante Jason Kay mentre canta la canzone.

## Tracce
1. Half The Man (Edit) – 3:38
2. Space Clav – 4:56
3. Emergency On Planet Earth (London Rican Mix) – 7:14
4. Half The Man (Album Version) – 4:49

## Classifiche
| Classifica (1994) | Posizione massima |
| ----------------- | ----------------- |
| Regno Unito       | 15                |